# Ferenc Molnár
Ferenc Molnár, nome magiarizzato di Ferenc Neumann (Budapest, 12 gennaio 1878 – New York, 2 aprile 1952), è stato uno scrittore, drammaturgo e giornalista ungherese di origine tedesco-ebraica; pubblicò diversi romanzi, novelle e drammi per il teatro. È l'autore del libro I ragazzi della via Pál, classico della letteratura per ragazzi, pubblicato nel 1907. Si trasferì negli Stati Uniti poco prima del secondo conflitto mondiale a causa dei pogrom, restandovi fino alla morte. Si sposò tre volte e la sua vita sentimentale fu parecchio tumultuosa, se non infelice.
La sua opera complessiva, ispirata ad autori come Luigi Pirandello, Oscar Wilde, George Bernard Shaw, ma dotata di un certo carattere personale, si distingue per un profondo senso critico verso i prepotenti e gli arroganti. Specialmente nei suoi lavori più conosciuti si denota, appena celata dietro dialoghi e situazioni non privi di umorismo, un'accorata partecipazione alle vicende di figure umane oppresse da ingiustizie sociali.
Molnár ebbe ancora giovane una subitanea notorietà: dopo la pubblicazione del racconto Danubio blu (uscito nel 1902 con titolo differente), nel 1907 venne rappresentato il suo dramma Il diavolo (1907) e successivamente furono messe in scena altre sue commedie fra cui, nel 1909, il poema scenico Liliom e, nel 1925, Il cigno e Giochi al castello, meta-rappresentazione di uno spettacolo di attori.
Molte sue opere sono state adattate da celebri autori, fra cui Tom Stoppard, P. G. Wodehouse e Arthur Miller, sia per il cinema che per il teatro e la radio.

## Biografia
Nato il 12 gennaio 1878 a Budapest al numero 83 della circonvallazione József in una famiglia della media borghesia ebraica (il padre era uno stimato medico), Ferenc viene avviato agli studi presso il ginnasio calvinista della città. In seguito si iscrive alla facoltà di giurisprudenza presso l'Università di Ginevra.
Nella città svizzera oltre agli studi si dedica a una mediocre attività pittorica e musicale. Prosegue gli studi di diritto nella città natale, salvo lasciarli ben presto per entrare nella redazione del giornale Budapesti Napló ("Diario di Budapest"), dove si distingue per la sua capacità di scrittura. Pubblica a sue spese nel 1897 la sua opera prima, una raccolta intitolata "Maddalena e altri racconti".
Una seconda raccolta viene pubblicata a puntate sul giornale A Hét ("La Settimana") nel 1898. Il primo romanzo di Molnár è datato 1900: si tratta del satirico "La città affamata". I primi successi editoriali giungono tuttavia solo nel 1901 con il romanzo sentimentale "Storia di una barca senza padrone" (la versione italiana titola invece "Danubio blu"). Un preludio al capolavoro "I ragazzi della via Pál" si ha con la serie di racconti umoristici intitolata "Pino e altre piccole commedie" (1902), incentrati sul mondo dei fanciulli.
Nello stesso anno compone il suo primo pezzo teatrale, la farsa "Il signor dottore" che gli vale buone recensioni da parte della critica. Tra il 1903 e il 1907 la produzione letteraria di Molnár acquista una dimensione internazionale: nonostante l'insuccesso della farsa teatrale "Józsi" e del romanzo "Schiavi", l'autore si riscatta con il suo capolavoro assoluto, "I ragazzi della via Pál" e grazie al buon successo conseguito dalla commedia "Il diavolo" (che troverà nell'italiano Ermete Zacconi un entusiasta sostenitore, tanto che a questi si deve la sua rappresentazione in Italia, in Europa e in America).
L'apice della produzione teatrale di Molnár si ha tuttavia con l'opera Liliom. Vita e morte di un acchiappagalline. Leggenda di periferia che riscuote un successo mondiale. Così egli stesso tracciò il sommario della sua vita: “Nato nel 1878 a Budapest; 1895: studente di diritto a Ginevra; 1904: giornalista e scrittore noto; 1914: commediografo ancora più noto; 1930: vorrei ancora essere studente a Ginevra” (“Il Dramma”, Quindicinale di Commedie di grande interesse diretto da Lucio Ridenti, 28º Anno, n. 155, 15 aprile 1952, p. 32).

## Opere

### Drammi
- A Doktor úr (1902)
- Józsi (1904)
- Il diavolo (Az ördög) (dramma, 1907)
- Liliom (1909) (vedi filmografia)
- A Testőr (1910)
- A Farkas (1912)
- Úri divat (1916)
- A fehér felhő (1916)
- Farsang (1916)
- Il cigno (A hattyú) (1920)
- Színház (1921)
- A vörös malom (1923)
- Az üvegcsuca (1929) (vedi filmografia)
- A jó tündér (1930)
- Valaki (1931)
- Harmónia (1932)
- Nagy szerelem (1935)
- Dalila (Delila) (1937)[1]
- Panoptikum (1949)

### Opere in prosa
- Az éhes város (1901)
- Egy gazdátlan csónak története (1901)
- I ragazzi della via Pál (A Pál utcai fiúk) (romanzo, 1906) (vedi filmografia)
- Muzsika (1908)
- Egy haditudósitó naplója (1916)
- A zöld huszár (1938)
- Útitárs a száműzetésben – Jegyzetek egy önéletrajzhoz (1950)

## Filmografia (parziale)
- Il cigno (The Swan), regia di Dmitrij Buchoveckij (1925)
- La leggenda di Liliom, regia di Frank Borzage (1930)
- Notte romantica (One Romantic Night), regia di Paul L. Stein (1930)
- La leggenda di Liliom (Liliom), regia di Fritz Lang (1934)
- I ragazzi della via Pál (No Greater Glory), regia di Frank Borzage (1934)
- Il cigno (The Swan), regia di Charles Vidor (1956)
- Olympia (A Breath of Scandal), regia di Michael Curtiz (1960)
- Uno, due, tre! (One, Two, Three), regia di Billy Wilder (1961)

### Attore
- Camille, regia di Ralph Barton (1926)